# Giuseppe Calasanzio
Giuseppe Calasanzio, in spagnolo José Calasanz, da lui mutato in Giuseppe della Madre di Dio (Peralta del Sal, 9 agosto 1557 – Roma, 25 agosto 1648), è stato il fondatore dei chierici regolari poveri della Madre di Dio delle scuole pie (detti "scolopi" o "piaristi") ed è stato proclamato santo da papa Clemente XIII nel 1767.

## Biografia
Giuseppe nacque a Peralta de la Sal, attualmente Peralta de Calasanz, un piccolo paese dell'Aragona (Spagna), da famiglia nobile ricca.
Il padre faceva il fabbro ferraio. Effettivamente, i suoi antenati appartenevano alla nobiltà e la casata aveva goduto in altri tempi di maggiore agiatezza e perfino di un certo splendore; tuttavia il padre Don Pedro non era certo povero, considerato che possedeva casa, terreni e l'officina e la stessa sua posizione di prima autorità del paese dimostra una posizione economica abbastanza comoda.
A quattordici anni manifestò l'intenzione di farsi sacerdote; fu ordinato nel 1583.
Giunse a Roma nel 1592 e venne nominato Teologo e precettore dei nipoti del cardinale Marco Antonio Colonna.
Nel 1596 si iscrisse alla Confraternita dei Santi Apostoli. Nel mese di maggio cominciò le visite ai rioni di Roma, portando aiuto ai poveri. Un giorno, mentre passava in una piazza, fu colpito in modo insolito dallo spettacolo di una turba di sudici e malvestiti ragazzi che giocavano tra grida scomposte, atti sconci, litigi e bestemmie. Di colpo comprese qual era la missione per la quale era giunto a Roma dalla sua patria lontana: la scuola. Così, in un ambiente di ristrettezze e povertà, sul finire dell'autunno dell'anno 1597, in due povere stanze attigue alla sagrestia e messegli a disposizione dal parroco Don Brendani della chiesa di Santa Dorotea in Trastevere, aprì "la prima scuola popolare gratuita in Europa", come riconobbe anche Ludwig von Pastor, che nella sua monumentale opera Storia dei Papi scrisse: «...ebbe origine la prima scuola popolare gratuita d'Europa.» E lì, in tempi in cui l'istruzione era privilegio delle classi più abbienti, sviluppò il suo progetto della scuola come strumento di promozione umana e salvezza educativa per i ragazzi di strada (metodo preventivo, attinto da san Filippo Neri). Nel 1602 fondò la "Congregazione secolare delle Scuole Pie".
Nel 1612 comprò il Palazzo Torres, annesso alla chiesa di San Pantaleo, trasferendovi la scuola. Narra la storia che proprio in questa scuola il Santo fece il suo primo miracolo: con il solo segno della croce riuscì a riposizionare sano, nella sua orbita, l'occhio di un suo scolaro, che durante la ricreazione si era gravemente ferito giocando con un suo compagno, che maneggiava un bastoncino. Per dare sopravvivenza alle scuole pensò di affidarle ad una congregazione religiosa e tentò l'unione con la Congregazione di Santa Maria di Cortelandini di Lucca. Non essendo andata a buon fine, chiese al papa Paolo V la separazione. Il papa Paolo V istituì con Calasanzio il 25 marzo 1617 la Congregazione Paolina dei Poveri della Madre di Dio e delle Scuole Pie. Nel 1620 si ritirò a Narni dove scrisse le Costituzioni. Ebbe contatti con Tommaso Campanella e Galileo Galilei. Nell'ottobre del 1628 fu ospite della famiglia Conti a Poli (Italia) e lì vi fondò le scuole pie. Morì novantunenne a Roma ed è sepolto sotto l'altar maggiore della chiesa romana di San Pantaleo, presso Piazza Navona.
Le scuole a lui intitolate sono presenti in quattro continenti con esclusione della sola Oceania.
Dei benefici che quest'opera diede al mondo nei secoli dà un'esplicita testimonianza anche il Tommaseo quando, riferendosi in particolare all'Italia, afferma: «...di quell'Italia che dal Calasanzio e dalla sua Istituzione ebbe ed ha benefizi non dimenticabili se non dagli smemorati, a cui l'ignoranza è dottrina, l'ingratitudine dignità ...»

## Il culto
Papa Benedetto XIV lo beatificò il 18 agosto del 1748. Venne canonizzato da papa Clemente XIII il 16 luglio 1767 e venne proclamato da Pio XII «Patrono davanti a Dio di tutte le scuole popolari cristiane del mondo» nel 1948.
Memoria liturgica il 25 agosto; 27 agosto nella messa tridentina.
È patrono della "Famiglia Calasanziana", che comprende alcune congregazioni religiose maschili e femminili (Compagnia di Maria per l'educazione dei sordomuti, Congregazione degli operai cristiani di San Giuseppe Calasanzio, Congregazione delle scuole di carità, Congregazione del Sacro Cuore di Gesù, figlie povere di San Giuseppe Calasanzio, Pio istituto calasanziano, religiose delle scuole pie).